# 兴华镇 (梅河口市)
兴华乡，是中华人民共和国吉林省通化市梅河口市下辖的一个乡镇级行政单位。

## 行政区划
兴华乡下辖以下地区：
金家岗村、新兴村、普安村、黑顶子村、卫国村、凤山村、双凤村、双木村、连双村、礼让村、东兴村和兴华村。